# أرنب (منحوتة)
أرنب أو Rabbit  (بالإنجليزية: Rabbit) هي سلسلة من ثلاثة منحوتات متطابقة من الفولاذ المقاوم للصدأ بواسطة جيف كونز. هي واحدة من إصدارات رابت، وتعد من أغلى الأعمال التي  بيعت من قبل فنان على قيد الحياة في المزاد، حيث تم بيعها بمبلغ 91.1 مليون دولار في مايو 2019.